# Virsliga 2005
La Virsliga 2005 fue la 15.ª edición del torneo de fútbol más importante de Letonia desde su independencia de la Unión Soviética y que contó con la participación de 8 equipos.
El FK Liepajas Metalurgs gana su primer título nacional y es el primer equipo distinto del Skonto FC en ser campeón nacional desde la independencia de Letonia.

## Clasificación
| Pos. | Equipo                 | Pts. | PJ | G  | E | P  | GF | GC | Dif. | Clasificación o descenso                      |
| ---- | ---------------------- | ---- | -- | -- | - | -- | -- | -- | ---- | --------------------------------------------- |
| 1    | Liepājas Metalurgs (C) | 71   | 28 | 22 | 5 | 1  | 85 | 19 | +66  | Primera Ronda Clasificatoria Champions League |
| 2    | Skonto                 | 58   | 28 | 17 | 7 | 4  | 59 | 25 | +34  | Primera Ronda Clasificatoria UEFA Cup         |
| 3    | Ventspils              | 55   | 28 | 16 | 7 | 5  | 56 | 30 | +26  | Primera Ronda Clasificatoria UEFA Cup         |
| 4    | Dinaburg               | 35   | 28 | 9  | 8 | 11 | 37 | 43 | −6   | Primera Ronda Intertoto Cup                   |
| 5    | Rīga                   | 34   | 28 | 9  | 7 | 12 | 32 | 46 | −14  |                                               |
| 6    | Jūrmala                | 32   | 28 | 9  | 5 | 14 | 37 | 38 | −1   |                                               |
| 7    | Olimps Rīga (D)        | 19   | 28 | 5  | 4 | 19 | 24 | 68 | −44  | Playoff de Descenso                           |
| 8    | Venta (D)              | 9    | 28 | 2  | 3 | 23 | 18 | 79 | −61  | Descenso a la Primera Liga de Letonia         |

 Fuente: 

## Partidos
| Local \ Visitante  | DIN | JŪR | MET | OLI | RĪG | SKO | VTA | VEN |
| ------------------ | --- | --- | --- | --- | --- | --- | --- | --- |
| Dinaburg           |     | 1–0 | 1–2 | 3–0 | 0–0 | 1–2 | 1–0 | 0–1 |
| Jūrmala            | 1–2 |     | 0–1 | 1–0 | 3–0 | 3–2 | 0–0 | 2–2 |
| Liepājas Metalurgs | 4–2 | 3–1 |     | 3–0 | 5–1 | 4–2 | 5–1 | 2–0 |
| Olimps Rīga        | 2–1 | 0–3 | 0–6 |     | 0–2 | 1–5 | 2–1 | 0–3 |
| Rīga               | 3–0 | 3–2 | 0–1 | 1–0 |     | 0–4 | 0–2 | 0–2 |
| Skonto             | 3–0 | 3–1 | 1–1 | 0–2 | 0–2 |     | 3–0 | 1–0 |
| Venta              | 1–3 | 2–2 | 0–0 | 3–0 | 0–1 | 0–3 |     | 0–1 |
| Ventspils          | 1–1 | 1–0 | 3–0 | 3–2 | 0–0 | 1–3 | 5–1 |     |

| Local \ Visitante  | DIN | JŪR | MET | OLI | RĪG | SKO | VTA | VEN |
| ------------------ | --- | --- | --- | --- | --- | --- | --- | --- |
| Dinaburg           |     | 1–0 | 2–2 | 1–1 | 2–2 | 1–3 | 3–0 | 3–3 |
| Jūrmala            | 1–0 |     | 0–1 | 4–3 | 1–0 | 0–3 | 4–0 | 0–1 |
| Liepājas Metalurgs | 5–0 | 1–0 |     | 5–0 | 6–0 | 1–1 | 9–0 | 2–1 |
| Olimps Rīga        | 1–1 | 1–1 | 0–4 |     | 0–3 | 0–1 | 5–2 | 0–1 |
| Rīga               | 1–2 | 1–1 | 0–3 | 1–1 |     | 1–1 | 4–2 | 1–3 |
| Skonto             | 1–1 | 2–1 | 1–1 | 3–0 | 4–0 |     | 3–0 | 1–1 |
| Venta              | 0–3 | 2–4 | 1–3 | 0–2 | 0–4 | 0–1 |     | 0–6 |
| Ventspils          | 3–1 | 2–1 | 1–5 | 6–1 | 1–1 | 2–2 | 2–0 |     |

## Playoff de Descenso
| 11-11-2005 | Olimps Rīga | 0 – 2 | Ditton                       | Daugava, Riga                |                              |
|            |             |       | Pertia 52' · Modebadze 90+2' | Asistencia: 500 espectadores | Asistencia: 500 espectadores |

## Goleadores
| # | Nombre              | Club                    | Goles |
| - | ------------------- | ----------------------- | ----- |
| 1 | Igors Sļesarčuks    | FK Venta / FK Ventspils | 18    |
| 1 | Viktors Dobrecovs   | FK Liepājas Metalurgs   | 18    |
| 3 | Aleksandr Katasonov | FK Liepājas Metalurgs   | 17    |
| 4 | Gatis Kalniņš       | Skonto FC               | 15    |
| 5 | Genādijs Soloņicins | FK Liepājas Metalurgs   | 13    |

## Premios
| Mejor | Nombre              | Club                  |
| ----- | ------------------- | --------------------- |
| ARQ   | Andrejs Piedels     | Skonto FC             |
| DEF   | Dzintars Zirnis     | FK Liepājas Metalurgs |
| VOL   | Genādijs Soloņicins | FK Liepājas Metalurgs |
| DEL   | Aleksandr Katasonov | FK Liepājas Metalurgs |